# 道の駅ノンキーランド ひがしもこと
道の駅ノンキーランド ひがしもこと（みちのえき ノンキーランド ひがしもこと）は、北海道網走郡大空町にある国道334号の道の駅である。

## 施設
- 駐車場 50台
- トイレ
  - 男：大 5器（3器）、小 8器（4器）
  - 女：7器（5器）
  - 身障者用：2器（1器）

※（）内は、24時間利用可能
- レストラン 11:00 - 15:00、17:00 - 21:00
- 物販スペース
- 宿泊施設
- 休憩室
- 情報発信コーナー
- 会議室

## 休館日
- 年末年始

## アクセス
- 国道334号
- 北海道道102号網走川湯線
- 網走観光交通「中央」バス停

## 周辺
- 東藻琴芝桜公園